# Records de Porto Rico d'athlétisme

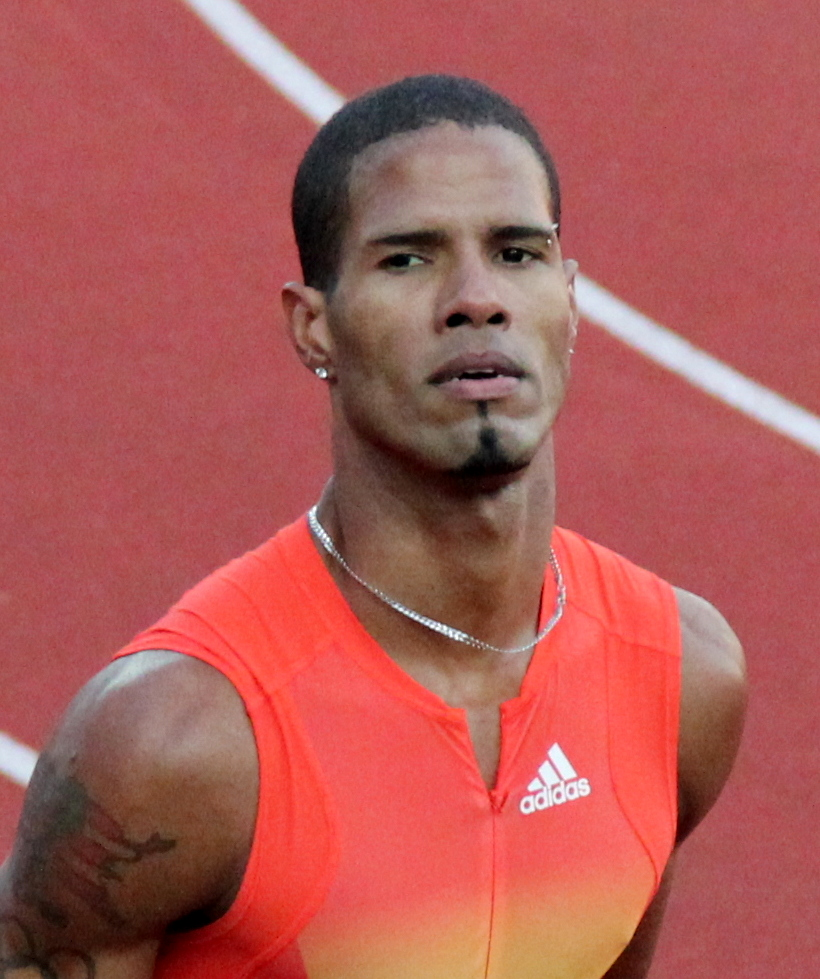
Javier Culson, détenteur du record de Porto Rico du 400 m haies.

Les records de Porto Rico d'athlétisme sont les meilleures performances réalisées par des athlètes portoricains et homologuées par la Fédération portoricaine d'athlétisme.

## Plein air

### Hommes
| Épreuve              | Record | Athlète                                                                          | Date             | Compétition                               | Lieu         | Réf.   |
| -------------------- | --- | -------------------------------------------------------------------------------- | ---------------- | ----------------------------------------- | ------------ | ------ |
| 100 m                | 10 s 03 (+1,4 m/s) | Eloy Benítez                                                                     | 26 avril 2025    | PURE Athletics Sprint Elite Meet          | Clermont     | [ 1 ]  |
| 200 m                | 20 s 44 (+1,3 m/s) | Luis Morales                                                                     | 23 mai 1987      | Pac-10                                    | Corvallis    |        |
| 400 m                | 45 s 07 | Ayden Owens-Delerme                                                              | 23 juillet 2022  | Championnats du monde (lors du décathlon) | Eugene       |        |
| 800 m                | 1 min 43 s 83 | Wesley Vázquez                                                                   | 24 août 2019     | Meeting de Paris 2019                     | Paris        |        |
| 1 500 m              | 3 min 35 s 63 | Rob Napolitano                                                                   | 3 juin 2021      | Stumptown Twilight                        | Portland     | [ 2 ]  |
| 3 000 m              | 7 min 53 s 5 | Antonio Colón                                                                    | 12 juillet 1976  |                                           | Montréal     |        |
| 5 000 m              | 13 min 31 s 69 | Joseph Rosa                                                                      | 13 juin 2014     | Championnats NCAA                         | Eugene       | [ 3 ]  |
| 10 000 m             | 28 min 27 s 1 | Carmelo Ríos                                                                     | 28 avril 1984    | Mt. SAC Relays                            | Walnut       |        |
| Semi-marathon        | 1 h 2 min 39 s | Arnaldo Martínez                                                                 | 25 août 2024     | 21k Buenos Aires                          | Buenos Aires | [ 4 ]  |
| Marathon             | 2 h 12 min 43 s | Jorge González                                                                   | 28 août 1983     | Jeux panaméricains                        | Caracas      |        |
| 110 m haies          | 13 s 41 (+1,1 m/s) | William Barnes                                                                   | 30 avril 2016    | Drake Relays                              | Des Moines   | [ 5 ]  |
| 400 m haies          | 47 s 72 | Javier Culson                                                                    | 8 mai 2010       | Ponce Grand Prix                          | Ponce        | [ 6 ]  |
| 3 000 m steeple      | 8 min 27 s 91 | Alexander Greaux                                                                 | 10 juillet 2004  |                                           | Barakaldo    |        |
| Saut en hauteur      | 2,30 m | Luis Joel Castro                                                                 | 21 mai 2023      |                                           | Garbsen      | [ 7 ]  |
| Saut à la perche     | 5,65 m | Edgar Díaz                                                                       | 14 mai 1998      |                                           | Abilene      | [ 8 ]  |
| Saut en longueur     | 8,19 m A | Elmer Williams                                                                   | 11 août 1989     |                                           | Bogota       |        |
| Triple saut          | 17,10 m (+1,4 m/s) | Allen Simms                                                                      | 17 mars 2007     |                                           | Carolina     |        |
| Lancer du poids      | 20,22 m | Chris Merced                                                                     | 28 mai 2000      |                                           | Irvine       |        |
| Lancer du disque     | 56,23 m | Gabriel Torres                                                                   | 14 avril 2012    | USA Invitational                          | Mobile       | [ 9 ]  |
| Lancer du marteau    | 75,98 m | Jerome Vega                                                                      | 15 mars 2024     | Spring Break Classic                      | Carolina     | [ 10 ] |
| Lancer du javelot    | 76,07 m | Caleb Nieves                                                                     | 28 mai 2016      | Championnats NCAA Division 2              | Bradenton    | [ 11 ] |
| Décathlon            | 8 732 pts | Ayden Owens-Delerme                                                              | 18 avril 2024    | Mt. SAC Relays                            | Walnut       | [ 12 ] |
| Décathlon            | 10 s 31 (+1,9 m/s) (100 m), 7,77 m (+2,6 m/s) (longueur), 16,26 m (poids), 1,98 m (hauteur), 47 s 23 (400 m) / 13 s 73 (+0,9 m/s) (110 m haies), 46,00 m (perche), 5,10 m (disque), 59,28 m (javelot), 4 min 45 s 59 (1 500 m) |                                                                                  |                  |                                           |              |        |
| 20 km marche (route) | 1 h 24 min 08 s | José Meléndez                                                                    | 10 février 2019  | Championnats d'Australie du 20 km marche  | Adelaide     |        |
| 50 km marche (route) | 4 h 16 min 0 s | Luis Ángel López                                                                 | 29 novembre 2014 | Jeux d'Amérique centrale et des Caraïbes  | Veracruz     |        |
| 4 × 100 m            | 39 s 04 | Équipe nationale Marcos Amalbert Carlos Rodríguez Marquis Holston Miguel López   | 4 septembre 2011 | Championnats du monde                     | Daegu        | [ 13 ] |
| 4 × 400 m            | 3 min 04 s 87 | Équipe nationale Félix Martínez Javier Culson Victor Benitez Héctor Carrasquillo | 16 mai 2009      | Ponce Grand Prix                          | Ponce        |        |

### Femmes
| Épreuve              | Record | Athlète                                                                          | Date              | Compétition                            | Lieu                 | Réf.   |
| -------------------- | --- | -------------------------------------------------------------------------------- | ----------------- | -------------------------------------- | -------------------- | ------ |
| 100 m                | 11 s 12 (+0,8 m/s) | Gladymar Torres                                                                  | 2 août 2024       | Jeux olympiques                        | Saint-Denis          | [ 14 ] |
| 200 m                | 22 s 23 (+1,8 m/s) | Carol Rodríguez                                                                  | 26 mai 2006       | Championnats NCAA Région ouest         | Provo                | [ 15 ] |
| 400 m                | 50 s 52 | Gabby Scott                                                                      | 6 août 2024       | Jeux olympiques                        | Saint-Denis          | [ 16 ] |
| 800 m                | 2 min 01 s 31 | Angelita Lind                                                                    | 25 juillet 1984   |                                        | Walnut               |        |
| 1 500 m              | 4 min 09 s 92 | Beverly Ramos                                                                    | 1 juillet 2011    | Harry Jerome Classic                   | Burnaby              | [ 17 ] |
| 3 000 m              | 8 min 57 s 68 | Beverly Ramos                                                                    | 17 mai 2014       | Ponce Grand Prix                       | Ponce                | [ 18 ] |
| 5 000 m              | 15 min 46 s 65 | Beverly Ramos                                                                    | 4 avril 2014      | Stanford Invitational                  | Palo Alto            | [ 19 ] |
| 10 000 m             | 32 min 36 s 03 | Beverly Ramos                                                                    | 5 mai 2017        | Payton Jordan Invitational             | Palo Alto            | [ 20 ] |
| Semi-marathon        | 1 h 12 min 02 s | Beverly Ramos                                                                    | 25 septembre 2021 |                                        | Valley Cottage       | [ 21 ] |
| Marathon             | 2 h 31 min 10 s | Beverly Ramos                                                                    | 18 juillet 2022   | Championnats du monde d'athlétisme 202 | Eugene               | [ 22 ] |
| 100 m haies          | 12 s 26 (-0,2 m/s) | Jasmine Camacho-Quinn                                                            | 1er août 2021     | Jeux olympiques                        | Tokyo                | [ 23 ] |
| 400 m haies          | 55 s 03 | Yvonne Harrison                                                                  | 29 juin 2003      |                                        | Poznań               |        |
| 3 000 m steeple      | 9 min 39 s 33 | Beverly Ramos                                                                    | 10 juillet 2012   | Meeting International                  | Sotteville-lès-Rouen | [ 24 ] |
| Saut en hauteur      | 1,83 m | Laura Agront                                                                     | 2 juin 1984       |                                        | San Juan             |        |
| Saut en hauteur      | 1,83 m | Alysbeth Félix                                                                   | 25 juin 2016      | Valle Oro Puro                         | Cali                 | [ 25 ] |
| Saut à la perche     | 4,50 m | Diamara Planell                                                                  | 16 avril 2016     | Mt. SAC Relays                         | Norwalk              | [ 26 ] |
| Saut en longueur     | 6,96 m A (0,0 m/s) | Madeline de Jesús                                                                | 24 juillet 1988   | Championnats ibéro-américains          | Mexico               | [ 27 ] |
| Triple saut          | 13,53 m (+1,7 m/s) | Tanasia Lea                                                                      | 16 juin 2019      |                                        | Chula Vista          |        |
| Lancer du poids      | 16,40 m | Kimberly Barrett-Losada                                                          | 19 mars 2011      | Miami Hurricane Invitational           | Coral Gables         | [ 28 ] |
| Lancer du disque     | 55,19 m | Brittnie Borrero                                                                 | 21 mai 2011       | Championnats de Porto Rico             | Ponce                | [ 29 ] |
| Lancer du marteau    | 66,57 m | Amarilys Alméstica                                                               | 1er juillet 2006  |                                        | Ottawa               |        |
| Lancer du javelot    | 62,31 m | Coralys Ortíz                                                                    | 17 juin 2022      |                                        | Gurabo               | [ 30 ] |
| Heptathlon           | 6 003 pts | Alysbeth Félix                                                                   | 10–11 juin 2016   | TNT Express Meeting                    | Kladno               | [ 31 ] |
| Heptathlon           | 13 s 67 (-0,4 m/s) (100 m haies), 1,79 m (hauteur), 11,66 m (poids), 24 s 49 (+1,4 m/s) (200 m) / 6,20 m (+0,8 m/s) (longueur), 37,49 m (javelot), 2 min 14 s 01 (800 m) |                                                                                  |                   |                                        |                      |        |
| 20 km marche (route) | 1 h 31 min 9 s | Rachelle de Orbeta                                                               | 18 mai 2024       |                                        | La Corogne           | [ 32 ] |
| 4 × 100 m            | 43 s 43 | Équipe nationale Beatriz Cruz Celiangely Morales Genoiska Cancel Carol Rodríguez | 3 juillet 2016    |                                        | Road Town            | [ 33 ] |
| 4 × 400 m            | 3 min 30 s 81 | Équipe nationale Militza Castro Yvonne Harrison Sandra Moya Yamelis Ortiz        | 11 août 2001      | Championnats du monde                  | Edmonton             | [ 34 ] |